# ベニー・ディステファーノ
- ベニー・ディスティファーノ
- ベニー・デスティファーノ

ベニート・ジェームス・ディステファーノ（Benito James Distefano , 1962年1月23日 - ）は、アメリカ合衆国・ニューヨーク出身の元プロ野球選手（外野手）、野球指導者。左投左打。

## 来歴
1982年1月のMLB二次ドラフト2巡目でピッツバーグ・パイレーツに指名され契約。1984年5月18日の対アトランタ・ブレーブス戦で、エイモス・オーティスに代わり左翼手として途中出場してMLBデビューを果たし、この試合でMLB初安打もマークする。以後はMLBとマイナーリーグの往復生活が続いたが、1989年には左投げながら捕手を務めたこともある。「左投げの捕手」はMLBでも非常に珍しいもので、当時話題になった。
1988年には初開催となった3Aオールスターゲーム（バッファロー）に出場している。バッファローは当時パイレーツの3Aだったため、地元のディステファーノはナショナルリーグ代表の4番打者として起用された。この試合にはグレッグ・ジェフリーズ（ニューヨーク・メッツ）等の後のメジャーリーガーに交じって、1984年にNPBの広島でプレーしたデーブ・レーシッチ、さらに後に広島でプレーするマーティ・ブラウンもナ･リーグ代表として出場していた。
1990年にNPBの中日ドラゴンズに入団。同時期に入団したバンス・ロー（登録名は「バンスロー」）とは逆に、球団内部で「名前が長すぎる」との意見もあったが、登録名は本名の「ディステファーノ」となった。パワフルな打撃に期待が集まり、開幕戦こそ来日初打席初本塁打を打ったものの、ドアスイングかつアッパースイングのため、内角球に弱く変化球に崩されやすいという欠点がたちまち明らかとなり、深刻な不振に陥った。打率は2割そこそこで、期待された長打もあまり出ず、力のないポップフライを量産するなど結果を残せなかった。7月2日に当時の監督であった星野仙一から直々に二軍落ちを通告され、シーズン途中の8月に解雇された。
中日退団後は、1991年にボルチモア・オリオールズAAA級ロチェスター・レッドウイングスでプレイし、1992年にヒューストン・アストロズでMLB復帰したが、同年8月に解雇され、シーズンの残りをシアトル・マリナーズAAA級のカルガリー・キャノンズで過ごした。
1993年はテキサス・レンジャーズでMLB再昇格を目指したが果たせず、同年限りで引退した。
2006年にデトロイト・タイガース傘下ルーキーリーグのガルフコーストリーグ・タイガースで、2007年-2009年には同じくタイガース傘下の1Aウェストミシガン・ホワイトキャップスで、それぞれ打撃コーチを務めた。2010年はニューヨーク・メッツ傘下の1Aブルックリン・サイクロンズ、2011年からは同じくメッツ傘下の1Aサバンナ・サンドナッツで打撃コーチを務めた。

## 人物
気性が荒く、暴れっぷりはマイナーリーグ時代から知られており、“ベニー・エキサイティング” と呼ばれていた。来日後も、凡打するとバットをグラウンドに投げつけたり、ダッグアウトでベンチにヘルメットを叩きつけるなど暴れることも珍しくなく、チームメートの落合博満がベンチ裏で暴れるディステファーノの破壊音に呆れて苦笑いする様子などが、珍プレー番組などで取り上げられていた。
3月15日にナゴヤ球場で行われた西武とのオープン戦で、鹿取義隆から受けた死球に激怒し、マウンドの鹿取に向かってバットを投げつけた。直後にディステファーノを制止しようと西武捕手の大宮龍男（前年まで中日）が割って入ったが、ディステファーノは大宮の顔面を拳で何発も殴打し、オープン戦では珍しい大乱闘に発展した。ディステファーノは退場処分を受けたが、オープン戦において審判への暴言等での退場前例はあるものの、暴力行為による退場処分はこの試合が初で現在のところ唯一となっている。
公式戦に入ってからも暴れっぷりは変わらず、5月24日の巨人戦（ナゴヤ球場）で、槙原寛己がバンスローの顔面付近に投球をし、バンスローが槙原と捕手の村田真一に激怒した。その後星野が槙原の投球に対し、球審の友寄正人に「危険球ではないか」と抗議をしていたところ、巨人コーチの松原誠が星野に野次を飛ばしたことから星野が激昂して三塁側の巨人ベンチへ詰め寄り、星野を止めようと割って入った巨人の水野雄仁に張り手して水野の帽子が吹っ飛ぶなど、両チーム入り乱れての大乱闘になったが、プレーと全く関係ないディステファーノが巨人コーチの江藤省三の顔面を殴りつけて出血させるなど大暴れし、当事者ではないのに1人だけ退場処分になった。なおこの時、球審の友寄正人は、「デスティファーノ選手を退場処分とします」といったが、野球中継では「今デストラーデ選手と言いませんでしたか？」と言われた。
また退団前の試合で、審判の判定に不満を持ってベンチに戻り、ナゴヤ球場のベンチの設備（扇風機）を壊して球団から罰金を科せられた。しかし、罰金が支払われる前にシーズン途中での解雇が決定したため、罰金は未納のままとなった。
現在は日本のプロ野球について、「練習、練習、ただひたすら練習という内容で、日本人は質より量が報われると信じていた」と述べている。

## 選手としての特徴
大リーグ時代はナ・リーグ3位の.271の代打打率を記録していて、代打が得意だった。中日時代も代打での出場が多くあった。

## 詳細情報

### 年度別打撃成績
| 年 度    | 球 団    | 試 合 | 打 席 | 打 数 | 得 点 | 安 打 | 二 塁 打 | 三 塁 打 | 本 塁 打 | 塁 打 | 打 点 | 盗 塁 | 盗 塁 死 | 犠 打 | 犠 飛 | 四 球 | 敬 遠 | 死 球 | 三 振 | 併 殺 打 | 打 率 | 出 塁 率 | 長 打 率 | O P S |
| -------- | -------- | ----- | ----- | ----- | ----- | ----- | -------- | -------- | -------- | ----- | ----- | ----- | -------- | ----- | ----- | ----- | ----- | ----- | ----- | -------- | ----- | -------- | -------- | ----- |
| 1984     | PIT      | 45    | 86    | 78    | 10    | 13    | 1        | 2        | 3        | 27    | 9     | 0     | 1        | 2     | 0     | 5     | 1     | 1     | 13    | 3        | .167  | .226     | .346     | .572  |
| 1986     | PIT      | 31    | 42    | 39    | 3     | 7     | 1        | 0        | 1        | 11    | 5     | 0     | 0        | 0     | 2     | 1     | 0     | 0     | 5     | 0        | .179  | .190     | .282     | .473  |
| 1988     | PIT      | 16    | 33    | 29    | 6     | 10    | 3        | 1        | 1        | 18    | 6     | 0     | 0        | 0     | 1     | 3     | 1     | 0     | 4     | 1        | .345  | .394     | .621     | 1.015 |
| 1989     | PIT      | 96    | 176   | 154   | 12    | 38    | 8        | 0        | 2        | 52    | 15    | 1     | 0        | 2     | 0     | 17    | 3     | 3     | 30    | 6        | .247  | .333     | .338     | .671  |
| 1990     | 中日     | 56    | 200   | 181   | 18    | 39    | 4        | 0        | 5        | 58    | 14    | 1     | 2        | 4     | 1     | 10    | 1     | 4     | 33    | 2        | .215  | .270     | .320     | .591  |
| 1992     | HOU      | 52    | 66    | 60    | 4     | 14    | 0        | 2        | 0        | 18    | 7     | 0     | 0        | 0     | 0     | 5     | 1     | 1     | 14    | 1        | .233  | .303     | .300     | .603  |
| MLB：5年 | MLB：5年 | 240   | 403   | 360   | 35    | 82    | 13       | 5        | 7        | 126   | 42    | 1     | 1        | 4     | 3     | 31    | 6     | 5     | 66    | 11       | .228  | .296     | .350     | .646  |
| NPB：1年 | NPB：1年 | 56    | 200   | 181   | 18    | 39    | 4        | 0        | 5        | 58    | 14    | 1     | 2        | 4     | 1     | 10    | 1     | 4     | 33    | 2        | .215  | .270     | .320     | .591  |

### 記録
NPB
- 初出場・初先発出場：1990年4月7日、対横浜大洋ホエールズ1回戦（ナゴヤ球場）、3番・右翼手として先発出場
- 初打席・初安打・初本塁打・初打点：同上、1回裏に中山裕章から右越先制ソロ本塁打　※史上26人目の初打席初本塁打（外国人選手9人目）

### 背番号
- 10 （1984年）
- 31 （1986年）
- 30 （1988年 - 1990年、1992年）